# A Muppets Christmas: Letters to Santa
A Muppets Christmas: Letters to Santa é o especial de televisão da NBC em 2008 dirigido por Kirk R. Thatcher apresentando os Muppets em uma missão de Natal para entregar pessoalmente três cartas ao Papai Noel, acidentalmente desviadas por Gonzo, para o Pólo Norte. O especial, filmado no Brooklyn e no centro de Manhattan, foi lançado em DVD pela Walt Disney Studios Home Entertainment.

## Enredo
Na véspera de Natal, os Muppets vão aos correios de Nova York para entregar cada uma de suas cartas ao Papai Noel. Quando eles voltam para seu apartamento, Gonzo descobre que três cartas acabaram em seu casaco de um acidente lá. Uma dessas cartas que ele reconhece como escrita por sua amiga, uma vizinha chamada Claire (Madison Pettis). Por insistência de Gonzo, os principais Muppets decidem ir ao Pólo Norte e entregá-los pessoalmente. Os Muppets acabam conseguindo passagens de um funcionário da North Pole Airlines chamado Joy (Uma Thurman) e sendo pegos por um amargurado segurança, o oficial Frank Meany (Nathan Lane) que, por ser um valentão, acabou perpetuamente na lista de travessuras do Papai Noel. Ele e Bobo, o Urso, permitem que os Muppets passem.
Eles finalmente chegam ao Pólo Norte, apenas para descobrir que o Papai Noel já saiu para entregar os presentes. O verdadeiro Papai Noel (Richard Griffiths) ouve o luto deles e retorna. Enquanto em um passeio de trenó, eles entregam a ele a carta de Claire e as outras duas que revelaram ter vindo de Frank Meany (que quer ser retirado da lista de travessuras) e Pepe, o Camarão Rei. Papai Noel os leva para casa em Nova York a tempo de passar o resto do feriado com Claire e sua mãe, que era tudo que Claire queria em primeiro lugar.

## Elenco
- Madison Pettis - Claire
- Jane Krakowski - mãe de Claire
- Richard Griffiths - Papai Noel
- Nathan Lane - Oficial Frank Meany
- Uma Thurman - Joy

### Elenco dos Muppets
- Steve Whitmire - Kermit, o Sapo, Rizzo, o Rato, Beaker, Statler
- Dave Goelz - Gonzo, o Grande, Dr. Bunsen Honeydew, Zoot, Waldorf
- Bill Barretta - Pepe, o Rei Camarão, Bobo, o Urso, Rowlf, o Cachorro, Chef Sueco, Dr. Dentuço, Pai Pombo
- Eric Jacobson - Fozzie Bear, Miss Piggy, Animal, Sam Eagle
- David Rudman - Scooter, Janice
- Matt Vogel - Floyd Pepper, Camilla the Chicken, Lew Zealand, Robin the Frog, Pigeon Son
- Noel MacNeal - Sweetums
- Tyler Bunch - Mãe Pombo
- Leslie Carrara-Rudolph - Pinguim
- Martin P. Robinson - Penguin, Crazy Harry

Muppets adicionais interpretados por Pam Arciero, Heather Asch, Kevin Clash, Stephanie D'Abruzzo, Alice Dinnean, James Godwin, John Kennedy, Jim Kroupa, Tim Lagasse, Peter Linz, Jim Martin e Paul McGinnis

## Música
Esta é a quarta vez que o compositor Paul Williams contribui com canções para os Muppets. Uma versão de "Santa Claus Is Coming to Town" dos The Crystals também foi usada durante os créditos de abertura, mas não estava disponível na trilha sonora em si.

### Trilha sonora
| N.º | Título                          | Artist | Duração |  |
| 1.  | "Delivering Christmas"          | Kermit the Frog, Miss Piggy, Fozzie Bear, Gonzo, Pepe the King Prawn, Pepe, Sweetums, Camilla the Chicken, and Everyone Else | 3:41    |  |
| 2.  | "It's All About Heart"          | Kermit the Frog, Fozzie Bear, Gonzo, Pepe the King Prawn, Rizzo the Rat                                                      | 1:43    |  |
| 3.  | "I Wish I Could Be Santa Claus" | Gonzo & Fozzie Bear | 2:26    |  |
| 4.  | "My Best Christmas Yet"         | The Muppets | 4:13    |  |